# South Centre
O South Centre (tradução livre: Centro Sul) é uma organização intergovernamental de países em desenvolvimento, estabelecida pelo tratado conhecido como o Acordo para a Fundação do Centro Sul (Agreement to Establish the South Centre), que entrou em vigor no dia 31 de Julho de 1995, e estabeleceu sua sede em Genebra. Funciona independentemente como ‘centro de pensamento’ de políticas de desenvolvimento.

## Criação
A Criação do South Centre foi fruto da cooperação sul-sul, em 1995. A organização que a havia antecedido, A Comissão Sul, reconheceu a necessidade de fortalecer a cooperação sul-sul nas relações internacionais. Em seu relatório O Desafio do Sul, a Comissão Sul enfatizou a necessidade dos países do ‘sul econômico’ de cooperar e defender seus interesses comuns de forma unida, numa escala global.
Portanto, a Comissão recomendou a criação de uma organização que tivesse a responsabilidade de encarar esse desafio. O South Centre, como organização independente e intergovernamental, composto por países em desenvolvimento, foi então criado para analisar os problemas de desenvolvimento desses países, encorajá-los a valorizar e compartilhar suas experiências em comum, e fornecer apoio intelectual e político para que consigam atuar coletivamente e individualmente em uma escala internacional.

## Estrutura
O Centro Sul tem três órgãos principais:
- O Conselho de Representantes ; composto pelos representantes dos países membros;
- A diretoria; Composto por um(a) Presidente e mais nove membros nomeados pelo Conselho dos Representantes, mantendo o equilíbrio geográfico dos países-membros.
- O Secretariado; liderado por um diretor executivo. O secretariado é encarregado de implementar os objetivos do South Centre.

## Missão
O South Centre encarrega-se de fazer pesquisas e análises, orientadas por políticas de várias áreas, que são relevantes à proteção e promoção dos interesses dos países em desenvolvimento.
O South Centre ajuda os países do Sul a desenvolverem pontos de vista em comum e a trabalhar em conjunto nos mais importantes temas relacionados às políticas de desenvolvimento, tais como o desenvolvimento sustentável, mudanças climáticas, estrutura da comunidade internacional, propriedade intelectual, transferência de tecnologias, acesso à informação, saúde, segurança alimentar, e acordos comerciais.
Dentro dos limites de sua capacidade, o South Centre também responde a pedidos de conselho político, e de apoio técnico de entitades coletivas do Sul como o G-77 e o Movimento dos não-alinhados.
O South Centre tem status de observador nas seguintes organizações e entidades internacionais:
| Organização | Data                                         | Resolução / site |
| --- | -------------------------------------------- | ---------------- |
| Assembleia Geral das Nações Unidas | 15 de janeiro de 2009; 5 de novembro de 2008 | [ 2 ]            |
| Conselho Econômico e Social da ONU | 27 de julho de 2006                          | [ 3 ]            |
| Organização Mundial da Propriedade Intelectual | 19 de agosto de 2002                         | [ 4 ]            |
| Conferência das Nações Unidas sobre Comércio e Desenvolvimento | 12 de junho de 2007                          | [ 5 ]            |
| Convenção-Quadro das Nações Unidas sobre Mudança do Clima | 2 de novembro de 1998                        | [ 6 ]            |
| Convenção sobre Diversidade Biológica |                                              | [ 7 ]            |
| Corte Criminal Internacional | 21 de novembro de 2008                       | [ 8 ]            |
| Comitê da Organização Mundial do Comércio sobre Comércio e Desenvolvimento                                                                                               | 4 de junho de 1999                           | [ 9 ]            |
| Painel Intergovernamental de Mudanças Climáticas | 9 de abril de 2008                           | [ 10 ]           |
| Grupo de 24 |                                              | [ 11 ]           |
| Convenção de Roterdão relativa ao Procedimento de Prévia Informação e Consentimento para Determinados Produtos Químicos e Pesticidas Perigosos no Comércio Internacional | 28 de abril de 2013                          | [ 12 ]           |
| Convenção de Basileia sobre o Controle dos Movimentos Transfronteiriços de Resíduos Perigosos e sua Eliminação                                                           | 28 de abril de 2013                          | [ 13 ]           |
| Convenção de Estocolmo sobre Poluentes Orgânicos Persistentes | 28 de abril de 2013                          | [ 14 ]           |
| Organização Mundial da Saúde (OMS) | 23 de maio de 2013                           | [ 15 ]           |
| Fundo Climático Verde | Junho de 2013                                | [ 16 ]           |

## Estados membros

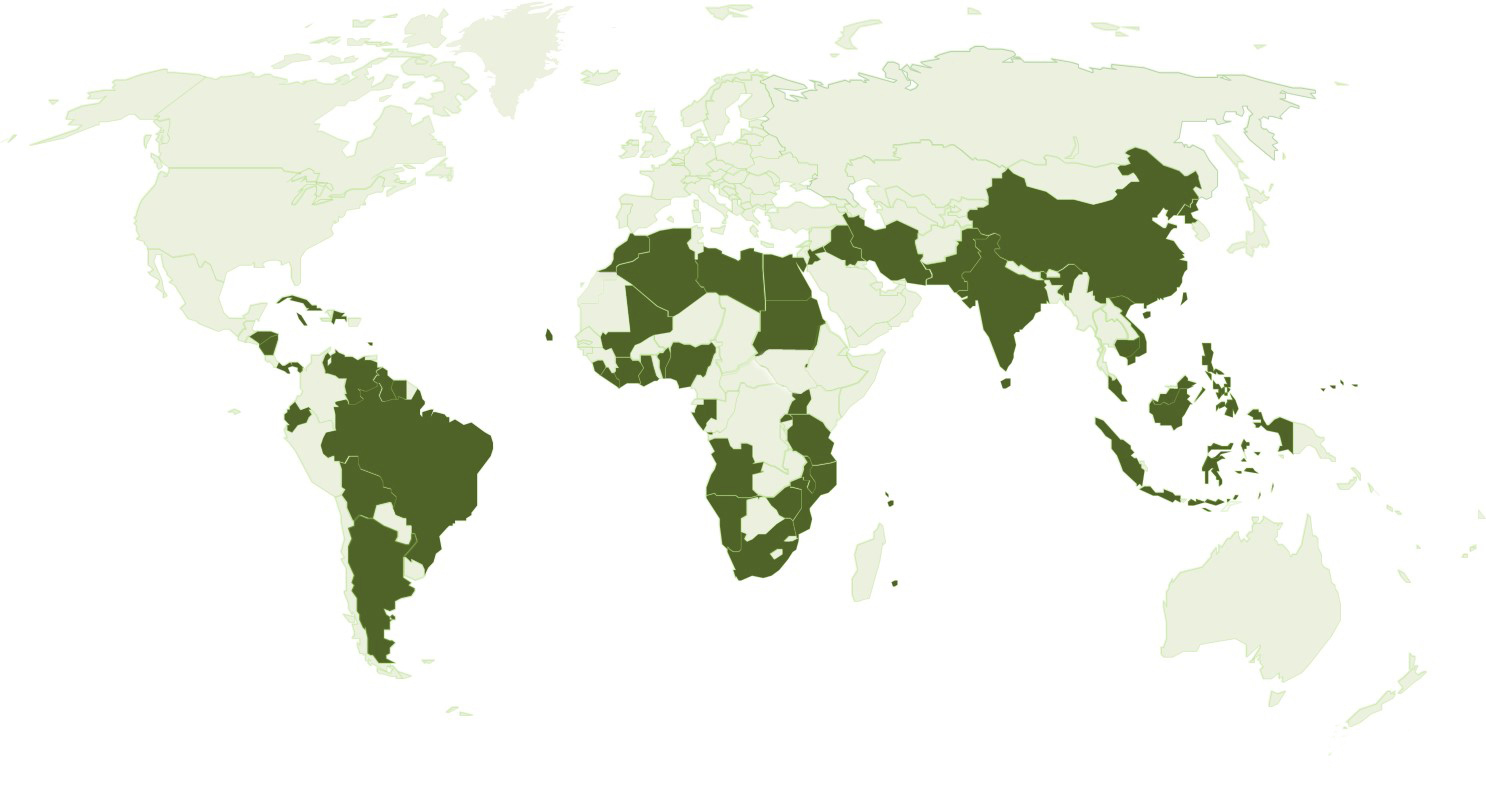
Estados-Membros

O Conselho de Representantes é composto por representantes de alto-escalão dos estados-membros. Reúne-se anualmente, e com sessões extraordinárias, quando necessárias, para examinar o trabalho do Centro Sul e para fornecer direcionamentos políticos e operacionais. Todos os estados signatários, ou estados-partes no Acordo devem nomear um alto-representante do governo de seu país ao conselho. O indivíduo, desejavelmente, é reconhecido por suas contribuições e por seu comprometimento com o desenvolvimento do sul, e por promover a cooperação Sul-Sul. O Conselho nomeia uma diretoria de nove membros, e elege um Presidente. Desde 2017, os seguintes 54 estados assinaram, ratificaram, ou aderiram ao Acordo:
- Argélia
- Angola
- Argentina
- Barbados
- Benin
- Bolivia
- Brasil
- Burundi
- Cabo Verde
- Cambodia
- China
- Côte d'Ivoire
- Cuba
- Coreia do Norte
- República Dominicana
- Ecuador
- Egypt
- Gabon
- Ghana
- Guyana
- Honduras
- India
- Indonesia
- Iran
- Iraq
- Jamaica
- Jordan
- Liberia
- Libya
- Malawi
- Malaysia
- Mali
- Mauritius
- Micronesia
- Marrocos
- Mozambique
- Namibia
- Nicaragua
- Nigeria
- Pakistan
- Palestine
- Panama
- Philippines
- Seychelles
- Sierra Leone
- South Africa
- Sri Lanka
- Sudan
- Suriname
- Tanzania
- Uganda
- Venezuela
- Vietnam
- Zimbabwe

Membros antigos

- Colombia  (assinado em 1994; ratificado em 1997; denunciado em 2007)
- Sérvia e Montenegro  (assinado em 1994; ratificado em 1996)

## Publicações
O South Bulletin, uma publicação frequente do south centre, analisa os principais debates sobre políticas globais e direciona comentários e conselhos aos políticos do Sul.
Pesquisas, artigos, notas analíticas, e outras publicações em inglês, francês, e espanhol também são disponibilizadas no site do South Centre, na seção “Publications”.

## Meios de Comunicação
- Blog do Centro Sul
- A TV Digital South Center

## Ligações Externas
- O centro sul
- Acordo Intergovernamental do Centro do Sul (Tratado) PDF